# Canon EOS 600D

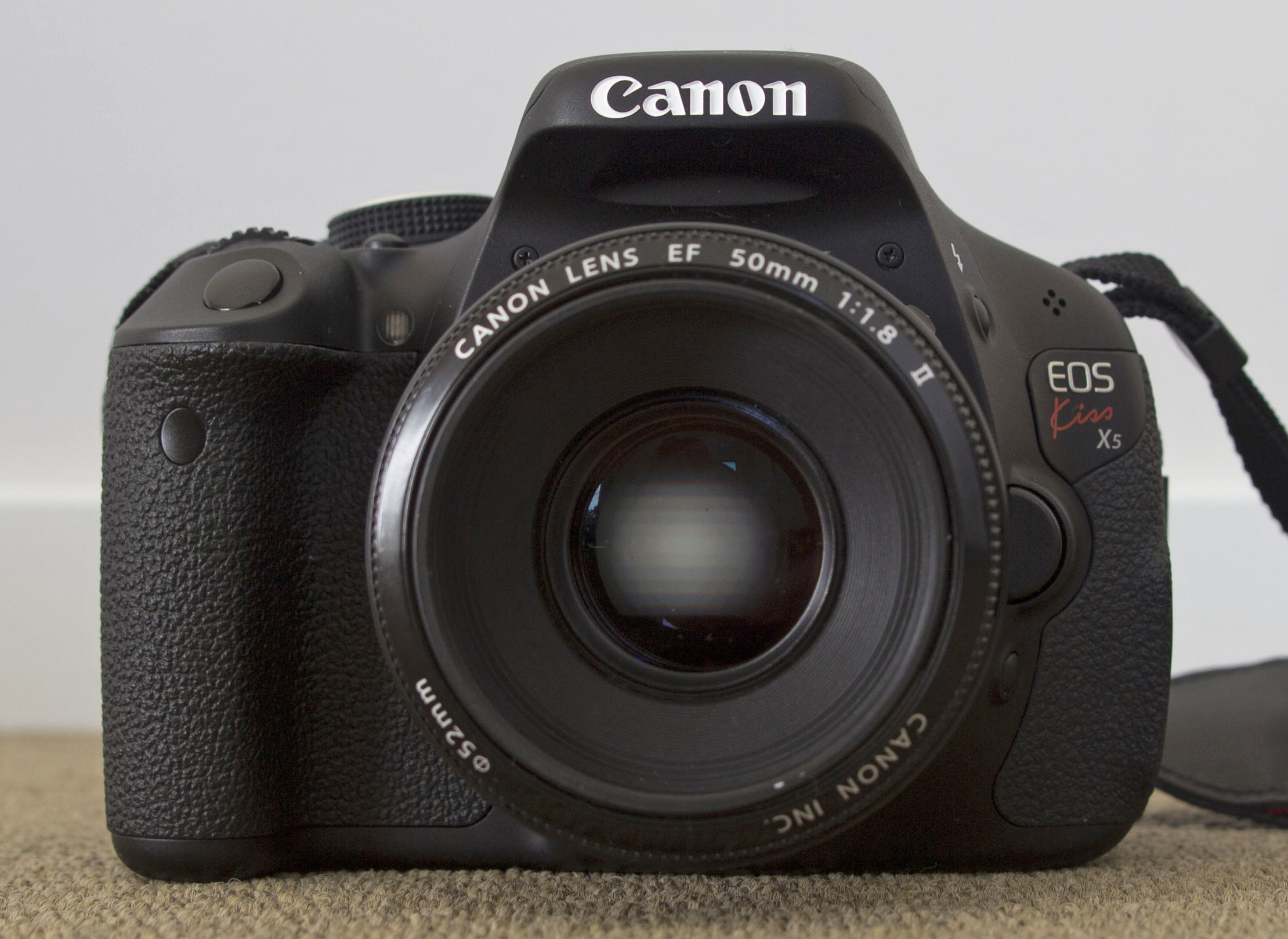
Фотокамера Canon EOS 600D з об'єктивом Canon EF 50мм 1:1,8

Canon EOS 600D  — цифрова дзеркальна фотокамера серії EOS від японської компанії Canon, продовжує лінійку аматорських моделей EOS Digital. Анонсована 7 лютого 2011 року, є наступником моделі Canon EOS 550D і попередником моделі Canon EOS 650D, представленої 8 червня 2012р.
Став одним з наймасовіших фотоапаратів компанії і одним з найбільш продаваних дзеркальних фотоапаратів в Японії в 2012 році з часткою ринку більше 20%.

## Головні відмінності від EOS 550D
- Поворотний у двох площинах РК-дисплей з пропорціями екрану 3: 2.
- Змінено розташування кнопок, датчик видошукача замінений кнопкою.
- Бездротове управління зовнішніми спалахами.
- Можливість зйомки з пропорціями кадру 4: 3, 16: 9, 1: 1, крім 3: 2.
- Цифрове збільшення в режимі роботи камери.
- Наявність «творчих фільтрів» (Creative Filters).

## Характеристики камери
- 18-мегапіксельний CMOS-сенсор формату APS-C сприймає зображення з численними деталями та надзвичайною чіткістю. Така висока роздільна здатність дозволяє друкувати зображення великого формату та забезпечує свободу обтинання під час монтажу.
- Діапазон чутливості ISO 100-6400 з можливістю розширення до ISO 12 800 забезпечує можливість високоякісної зйомки з рук і без спалаху в умовах слабкого освітлення.
- Екранні підказки EOS 600D надають опис багатьох функцій фотокамери, а також поради, як їх використовувати.
- Зйомка відео стандарту Full-HD з можливістю регулювання частоти кадрів, експозиції та звуку вручну. Технологія відеовставки дозволяє з'єднувати короткі кліпи по 2, 4 або 8 секунд у один великий відеофайл так, наче відзнятий матеріал змонтовано професіоналами, а функція цифрового збільшення відео забезпечує 3-10-кратне збільшення.
- Дев'ять точок автофокусування, зокрема один центральний сенсор перехресного типу, розміщені в різних ділянках кадру для блискавичного точного фокусування, навіть на об'єктах за межами центральної області 63-зональна система вимірювання iFCL щоразу забезпечує точність експозиції.
- Знімайте з незвичних ракурсів із РК-екраном Clear View формату 3:2 розміром 7,7 см (3,0 дюйма) із роздільною здатністю 1 040 000 точок для більшої чіткості.
- Вбудований модуль бездротового керування спалахом Speedlite та технологія Easy Wireless дають змогу користуватися виносним спалахом TTL без додаткових аксесуарів.
- Можливості EOS 600D ще більше розширюються завдяки цілій системі EOS: спалахам, системам дистанційного спуску та понад 60 об'єктивам, якими користуються професійні фотографи цілого світу.

## Зйомка відео
Як і в багатьох дзеркальних фотокамерах і на відміну від камер SLT, 600D не має безперервного автофокусування під час зйомок відео; тримати рухомий об'єкт у фокусі користувач повинен викликаючи автофокус, або відслідковувати рух об'єкта вручну.